# Ana Buceta
Ana Buceta Rodríguez (Moanha, 4 de dezembro de 1992) é uma futebolista espanhola que atua como meio-campista. Joga pelo Real Oviedo.
Como um membro da equipe feminina sub-19 da Espanha, ela jogou as edições de 2010 e 2011 do Campeonato Europeu sub-19 da UEFA.